# 春江站

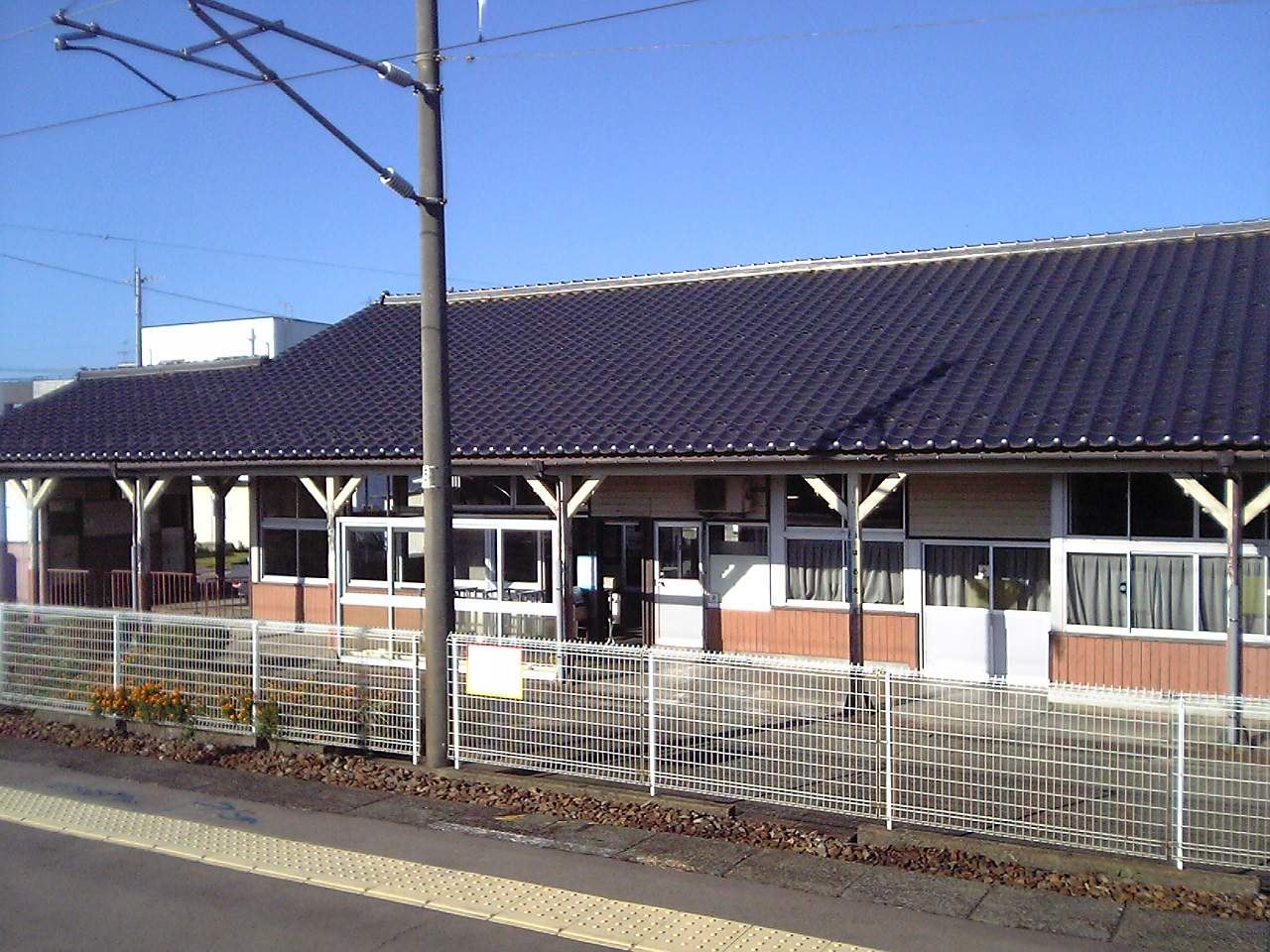
從月台望向車站大樓（2009年10月12日）

春江站（日语：／ Harue eki）是位於福井縣坂井市春江町中筋1番1號，福井幸福鐵道的Hapi-line Fukui線車站。

## 歷史
- 1926年（大正15年）5月1日 - 國有鐵道北陸本線森田站至丸岡站之間新設此站（為一般車站）。
- 1948年（昭和23年）6月28日 - 發生福井地震，使車站大樓全毀[1]。
- 1949年（昭和24年）1月12日 - 車站大樓與其他設施修復工程竣工[1]。
- 1961年（昭和36年）4月10日 - 終止貨物起卸業務（成為旅客車站）。
- 1984年（昭和59年）2月1日 - 終止行李起卸業務。
- 1987年（昭和62年）4月1日 - 伴隨國鐵分割民營化，車站由西日本旅客鐵道（JR西日本）營運。
- 2018年（平成30年）9月15日 -  此站可以使用ICOCA[2][3]。
- 2024年（令和6年）3月16日 - 隨北陸新幹線延伸至敦賀，車站改由福井幸福鐵道營運。

## 車站構造
車站是一座地面車站，設有1面2線的島式月台。此站曾經設有1面3線的島式月台，後來外側的上行待避線已經撤走，變成現時的模樣。由於此站沒有轉轍器或絶対信號機，因此此站被分類為停留所。車站大樓位於路線西邊，大樓在發生福井地震後重建而成，是一座木造建築物。大樓與月台之間設有跨線橋連接。
此站是由JR西日本金澤分社福井地域鐵道部管理的業務委託車站（受託者：JR西日本金澤MAINTEC）。車站內設有售票櫃臺（設有POS終端）和IC卡專用的簡易閘機。

### 月台
| 月台 | 路線               | 上下行 | 方向           |
| ---- | ------------------ | ------ | -------------- |
| 1    | ■Hapi-line Fukui線 | 下行   | 金澤方向       |
| 2    | ■Hapi-line Fukui線 | 上行   | 福井、敦賀方向 |

關於接近警告機的音樂，下行月台會播放「村之鍛冶屋」，上行月台會播放「致愛麗絲」。廁所位於閘外和候車室南邊。

## 使用狀況
根據「福井縣統計年鑑」，在2018年（平成30年）度，1日平均乘車人次為1,073人。以下列出近年1日平均乘車人次：
| 年度   | 一日平均 乘車人次 |
| ------ | ----------------- |
| 1997年 | 1,149             |
| 1998年 | 1,112             |
| 1999年 | 1,115             |
| 2000年 | 1,100             |
| 2001年 | 1,176             |
| 2002年 | 1,102             |
| 2003年 | 1,093             |
| 2004年 | 1,051             |
| 2005年 | 1,043             |
| 2006年 | 1,073             |
| 2007年 | 1,083             |
| 2008年 | 1,082             |
| 2009年 | 1,028             |
| 2010年 | 1,037             |
| 2011年 | 1,051             |
| 2012年 | 1,053             |
| 2013年 | 1,084             |
| 2014年 | 1,035             |
| 2015年 | 1,029             |
| 2016年 | 1,003             |
| 2017年 | 1,082             |
| 2018年 | 1,073             |

## 車站周邊
在車站南邊設有行人隧道橫過路軌。
- 坂井市立春江小學
- 坂井市立春江中學（日语：坂井市立春江中学校）
- 文化之森（日语：坂井市文化の森）
  - 福井縣兒童科學館（日语：福井県児童科学館）（Angel Land福井）
  - 坂井市立春江圖書館
- 坂井市政廳春江綜合分所
- 嶺北消防組合（日语：嶺北消防組合）消防總部，嶺北消防署
- 福井機場（沒有定期班次）

## 相鄰車站
Hapi-line Fukui
■Hapi-line Fukui線
森田－春江－丸岡

## 外部連結
- 春江站 - Hapi-line Fukui（日語）